# Mycena leaiana
Espèce
Synonymes
- Agaricus leaianus Berk. (1845)

Mycena leaiana est une espèce de champignons de la famille des Mycenaceae et du genre Mycena. Caractérisée par la couleur orange brillant de tout le sporophore et ses lamelles orange, elle pousse généralement en touffe sur du bois pourri. Le pigment responsable de sa couleur a des propriétés antibiotiques. Il en existe une variété, Mycena leaiana var. australis, qu'on trouve en Australie et en Nouvelle-Zélande.

## Taxinomie

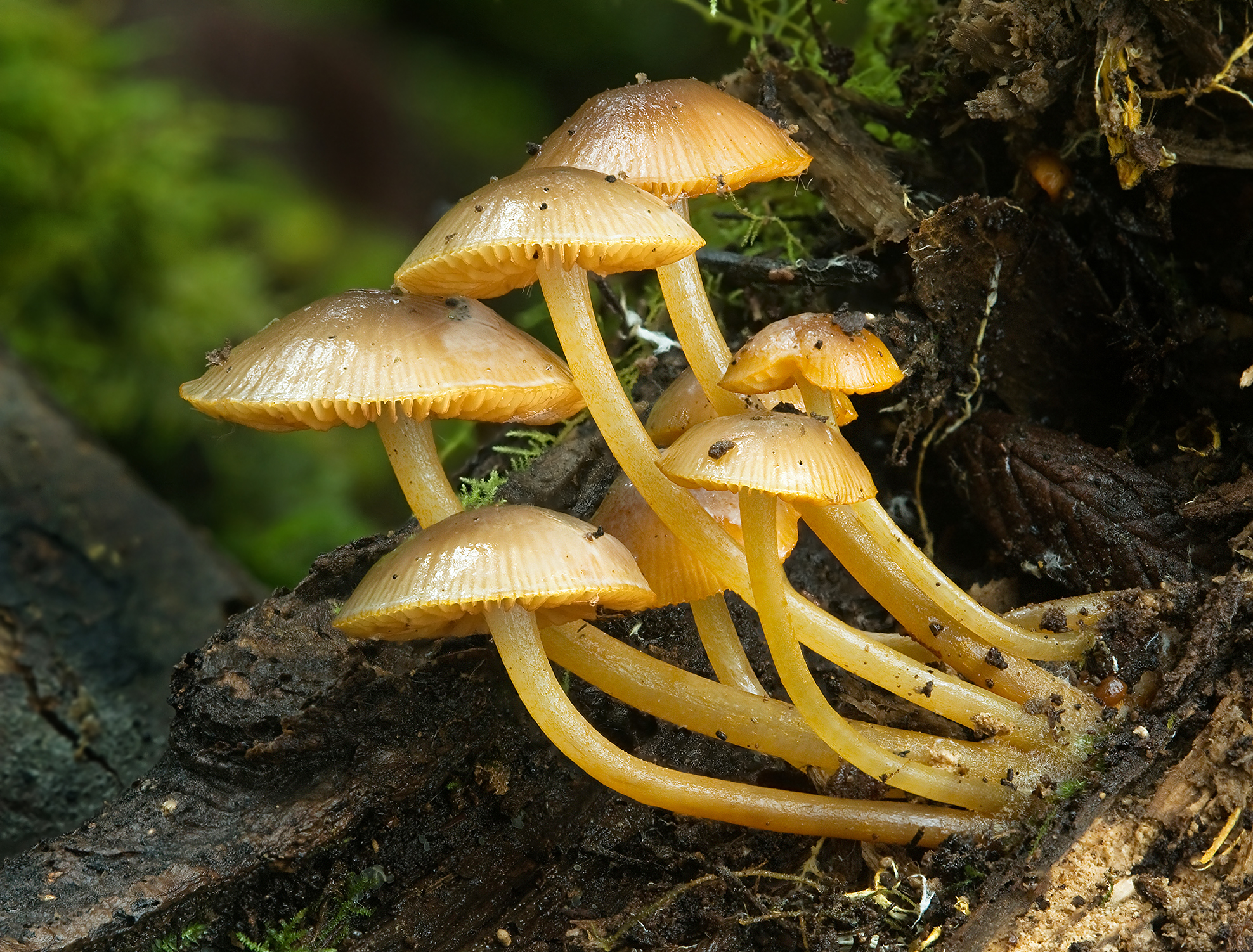
Spécimens âgés de Mycena leaiana var. australis.

L'espèce a d'abord été nommée Agaricus leajanus par le botaniste Miles Joseph Berkeley en 1845. En 1891, le mycologue italien Pier Andrea Saccardo le transfère dans le genre Mycena quand le large genre d'origine est divisé.
Son nom vient de Thomas Gibson Lea, un collectionneur de champignons de l'Ohio qui envoya les premiers spécimens connus à Berkeley pour identification.
Il en existe une variété, Mycena leaiana var. australis, qu'on trouve en Australie et en Nouvelle-Zélande,. Similaire en tous points à son parent — la couleur mise à part —, il a été proposé d'en faire une variété car M. leaiana a surtout été trouvé dans l'est des États-Unis, et pas particulièrement près des côtes ; la couleur et l'éloignement géographique ont donc justifié cette classification.

## Description
Le chapeau est hygrophane et mesure entre 1  et   4 cm de diamètre ; initialement de forme ronde ou de cloche, il s'aplanit avec l'âge tout en restant convexe, généralement avec un léger ombilic. Sa couleur est orange vif mais s'éclaircit énormément avec l'âge, jusqu'à devenir quasiment blanche. La surface du chapeau est collante, spécialement par temps humide, et lisse, bien que le bord porte des striations. La chair est douce, aqueuse et blanche.
Les lamelles sont jaunâtres, adnexées, quasiment libres et très serrées les unes contre les autres. Leur couleur est plus foncée sur le dessous du sporophore car le pigment y est largement concentré dans des pleurocystides, c'est-à-dire des cheilocystides sur l'arête des lamelles. Ce pigment peut tâcher la peau.
Le stipe fait entre 3  et   7 cm de longueur pour 2  à   4 mm d'épaisseur. Son diamètre est plutôt régulier mais peut présenter un léger élargissement à la base. De couleur orange, il est doté de petits poils en haut et en bas (ces derniers étant plus denses).
Les spores sont elliptiques, lisses et amyloïdes ; leurs dimensions sont de 7  à   10 µm de longueur pour 5  à   6 μm de largeur.
Le champignon n'a pas de goût distinctif mais présente une discrète odeur de farine.

## Habitat et distribution
C'est une espèce très commune mais strictement nord-américaine qu'on trouve dans l'est et dans le centre des États-Unis ainsi qu'au Canada. La variété Mycena leaiana var. australis se trouve quant à elle en Nouvelle-Zélande et en Australie.
Le champignon pousse en touffes cespiteuses (c'est-à-dire que les pieds de différents sporophores partagent un point d'origine commun) sur des souches ou des branches de feuillus.

## Caractéristiques bioactives
M. leaiana produit un pigment orange nommé « leainafulvene » en anglais. Il présente une faible activité antibactérienne contre la bactérie Acinetobacter calcoaceticus, mais une forte cytotoxicité contre les tumeurs. Il s'agit également d'un produit mutagène, tel que l'a démontré le test d'Ames.

## Espèces similaires
L'espèce la plus proche est Mycena texensis, mais elle présente une couleur grisâtre sur le chapeau et ses caractéristiques microscopiques sont très distinctes : chez M. texensis, les spores sont plus petits, les basides plus rapprochées et plus courtes et se distinguent des cystides.
En 2010, une espèce proche, M. aurentiomarginata, fut incluse dans une étude moléculaire ayant pour objectif de clarifier les relations phylogénétiques entre les espèces d'Europe du Nord de la section Calodontes : le résultat révéla des similitudes dans l'ADN ribosomique (plus spécifiquement des séquences communes dans la sous-unité ribosomique 60S) permettant de déduire que l'espèce est proche génétiquement de M. leaiana entre autres. Néanmoins, la différence de la couleur est frappante.